# Underwater (canção)
Underwater foi o terceiro single do álbum The Origin of Love lançado pelo cantor Mika na França e segundo single na Europa. Foi usada em um comercial para TV de relógios de pulso.

## Tema
Underwater é a quinta música do CD The Origin of Love e uma das grandes baladas de Mika sendo assim altamente aclamada pela critica.
Segundo vídeo postado por Mika em sua pagina no YouTube a música trata sobre um certo sentimento de admiração pelo cantorElton John.

## Crítica
A faixa foi muito comparada as músicas da cantora Adele.

## Clipe
O vídeo da música foi lançado no YouTube em 21 de novembro de 2012 e foi filmado em Los Angeles durante a terceira semana de outubro estreando assim em 21 de novembro de 2012 apenas dois dias antes do lançamento do single.

## Nas paradas musicais
| Paradas                                        | Melhor posição |
| ---------------------------------------------- | -------------- |
| Áustria (Ö3 Austria Top 75)                    | 68             |
| Bélgica (Ultratip Bubbling Under de Flandres)  | 7              |
| Bélgica (Ultratop 50 da Valônia)               | 27             |
| França (SNEP)                                  | 12             |
| O campo songid é OBRIGATÓRIO PARA PARADA ALEMÃ | 46             |
| Italy (FIMI)                                   | 14             |
| Suíça (Schweizer Hitparade)                    | 25             |